# Innocenti C
La Innocenti C è un'autovettura con carrozzeria coupé prodotta dalla casa automobilistica Innocenti dal 1966 al 1968.

## Il contesto
Dopo la presentazione delle nuove Fiat 850 Coupé e Spider che con le loro prestazioni avevano ottenuto entusiastici riscontri, la Innocenti tentò di correre ai ripari aumentando la cilindrata delle sue piccole sportive e affiancando al modello 950 Spider una versione coupé, anche se il risultato non fu dei migliori. 
La superiorità tecnica della "850 Coupé", unitamente alla linea moderna, alla possibilità di portare 4 persone e al prezzo decisamente inferiore, determinarono l'uscita di scena della Innocenti C solo dopo due anni di produzione e poche centinaia di esemplari costruiti.

## La vettura
Presentata al Salone di Torino nel novembre 1966, la Innocenti C risultava chiaramente derivata dalla Innocenti 950 Spider, ma con notevoli varianti, anche strutturali. La Ghia aveva approntato un telaio modificato con passo e carreggiate aumentati, in modo da rendere l'abitacolo più confortevole per le persone di alta statura. Nuovi il disegno della calandra e la sistemazione delle luci posteriori, poste in orizzontale.
Il motore maggiorato, sempre di origine BMC, con i suoi 58 CV (SAE) consentiva discrete prestazioni, anche grazie al peso contenuto della vettura. Sotto il padiglione fisso, interni ben rifiniti, con sedili avvolgenti e strumentazione completa.
Unica nota dolente il prezzo di vendita fissato in L. 1.190.000 franco concessionario, piuttosto caro rispetto ai modelli direttamente concorrenti di produzione italiana, come la già citata Fiat 850 Coupé o le varie special derivate dalla stessa meccanica, realizzate da Abarth, Moretti, Vignale e da molte altre carrozzerie, compresa la Ghia.